# Villanuño de Valdavia
Villanuño de Valdavia – gmina w Hiszpanii, w prowincji Palencia, w Kastylii i León, o powierzchni 31,04 km². W 2011 roku gmina liczyła 99 mieszkańców.